# Jämshög
Jämshög – miejscowość (tätort) w Szwecji, w regionie administracyjnym (län) Blekinge, w gminie Olofström.
Według danych Szwedzkiego Urzędu Statystycznego liczba ludności wyniosła: 1612 (31 grudnia 2015), 1621 (31 grudnia 2018) i 1629 (31 grudnia 2019).